# Strobilanthes boholensis
Strobilanthes boholensis är en akantusväxtart som beskrevs av Merrill. Strobilanthes boholensis ingår i släktet Strobilanthes och familjen akantusväxter. Inga underarter finns listade i Catalogue of Life.